# Німеччина на літніх Олімпійських іграх 1900
Німеччина на літніх Олімпійських іграх 1900 була представлена 76 спортсменами у 10 видах спорту. За результатами змагань команда зайняла 7 місце в загальнокомандному медальному заліку.

## Медалісти

### Золото
|   |                                                                                 |                                                        |
| № | Спортсмени                                                                      | Вид спорту (дисципліна)                                |
| 1 | Ґустав Ґослер, Оскар Ґослер, Вальтер Каценштайн, Вальдемар Тітґенс, Карл Ґослер | Академічне веслування (розпашні четвірки зі стерновим) |
| 2 | Оттокар Вайзе, Пауль Візнер, Ґеорґ Науе, Гайнріх Петерс                         | Вітрильний спорт (1—2 тонни)                           |
| 3 | Ернст Гоппенберг                                                                | Плавання (200 метрів на спині)                         |
| 4 | Герберт фон Петерсдорф, Юліус Фрей, Макс Гайнле, Ернст Гоппенберг, Макс Шене    | Плавання (200 метрів команди)                          |

### Срібло
|   | |                                   |
| № | Спортсмени | Вид спорту (дисципліна)           |
| 1 | Оттокар Вайзе, Пауль Візнер, Ґеорґ Науе, Гайнріх Петерс | Вітрильний спорт (відкритий клас) |
| 2 | Карл Дюїль | Велоспорт (гонка за балами)       |
| 3 | Альберт Амрхайн, Хуго Беттінг, Георг Вендерот, Якоб Герман, Герман Кройцер, Арнольд Ландфойгт, Ганс Латша, Рихард Людвиг, Еріх Людвиг, Фріц Мюллер, Едуард Поппе, Гайнріх Райтц, Віллі Гофмайстер, Август Шмірер, Адольф Штокхаузен | Регбі                             |

### Бронза
|   |                                                                           |                                                           |
| № | Спортсмени                                                                | Вид спорту (дисципліна)                                   |
| 1 | Вільгельм Карстенс, Юліус Кернер, Адольф Меллер, Гуґо Рюстер, Ґустав Мотс | Академічне веслування (Розпашні четвірки зі стерновим, A) |
| 2 | Германн Вількер, Карл Леле, Ернст Фелле, Отто Фікайзен, Франц Креверат    | Академічне веслування (Розпашні четвірки зі стерновим, B) |

## Результати змагань

### Академічне веслування
Курсивом  показані кермові.
| Змагання               | Спортсмени | Півфінал  | Півфінал | Фінал A   | Фінал A | Фінал B   | Фінал B |
| Змагання               | Спортсмени | Результат | Місце    | Результат | Місце   | Результат | Місце   |
| ---------------------- | --- | --------- | -------- | --------- | ------- | --------- | ------- |
| Четвірки зі стерновими | Ґустав Ґослер, Оскар Ґослер, Вальтер Каценштайн, Вальдемар Тітґенс, Карл Ґослер | 5:56,2    | 1        |           |         | 5:59,0    | 1       |
| Четвірки зі стерновими | Вільгельм Карстенс, Юліус Кернер, Адольф Меллер, Гуґо Рюстер, Ґустав Мотс (тільки півфінал), Макс Аммерманн (фінал)                                                                               | 6:14,0    | 1        |           |         | 6:05,0    | 3       |
| Четвірки зі стерновими | Германн Вількер, Карл Леле, Ернст Фелле, Отто Фікайзен, Франц Креверат | 6:03,0    | 3        | 7:18,2    | 3       |           |         |
| Вісімки                | Артур Варнцке, Ґустав Ґослер, Оскар Ґослер, Ернст Женквель, Едгар Каценштайн, Вальтер Каценштайн, Теодор Лауреццарі Вільгельм Карстенс, Александер Гляйхман (тільки півфінал), невідомий кермовий | 5:04,8    | 3        | 6:33,0    | 4       |           |         |

### Велоспорт
| Змагання      | Спортсмени   | Перший раунд | Перший раунд | Чвертьфінал | Чвертьфінал | Півфінал   | Півфінал   | Фінал      | Фінал      |
| Змагання      | Спортсмени   | Результат    | Місце        | Результат   | Місце       | Результат  | Місце      | Результат  | Місце      |
| ------------- | ------------ | ------------ | ------------ | ----------- | ----------- | ---------- | ---------- | ---------- | ---------- |
| Спринт        | Карл Дюїль   | 1:35,4       | 1            | невідомо    | 2           | не пройшов | не пройшов | не пройшов | не пройшов |
| Спринт        | Поль Готтрон | 1:32,4       | 1            | невідомо    | 2           | не пройшов | не пройшов | не пройшов | не пройшов |
| Спринт        | Георг Дрешер | невідомо     | 4-8          | не пройшов  | не пройшов  | не пройшов | не пройшов | не пройшов | не пройшов |
| 25 кілометрів | Поль Готтрон |              |              |             |             |            |            | DNF        | DNF        |

| Змагання        | Спортсмени | Балів 1 | Балів 2 | Балів 3 | Балів 4 | Балів 5 | Балів 6 | Балів 7 | Балів 8 | Балів 9 | Балів 10 | Загалом | Місце |
| --------------- | ---------- | ------- | ------- | ------- | ------- | ------- | ------- | ------- | ------- | ------- | -------- | ------- | ----- |
| Гонка за балами | Карл Дюїль | 0       | 0       | 1       | 0       | 0       | 3       | 3       | 0       | 2       | 0        | 9       | 2     |

### Вітрильний спорт
| Змагання      | Спортсмени                                                 | Яхта         | Результат | Місце |
| ------------- | ---------------------------------------------------------- | ------------ | --------- | ----- |
| 0,5—1,0 тонна | Оттокар Вайзе, Артур Бломфельд, Ґеорґ Науе, Гайнріх Петерс | Aschenbrödel | DSQ       | DSQ   |
| 1—2 тонни     | Оттокар Вайзе, Пауль Візнер, Ґеорґ Науе, Гайнріх Петерс    | Aschenbrödel | 3:09:19   | 1     |
| 1—2 тонни     | Оттокар Вайзе, Пауль Візнер, Ґеорґ Науе, Гайнріх Петерс    | Aschenbrödel | 5:58:17   | 2     |

### Водні види спорту

#### Плавання
| Змагання                   | Спортсмени                                                               | Півфінал  | Півфінал | Фінал                           | Фінал       |
| Змагання                   | Спортсмени                                                               | Результат | Місце    | Результат                       | Місце       |
| -------------------------- | ------------------------------------------------------------------------ | --------- | -------- | ------------------------------- | ----------- |
| 200 метрів вільним стилем  | Юліус Фрай                                                               | 2:50,4    | 3        | 2:58,2                          | 8           |
| 1000 метрів вільним стилем | Макс Гайнле                                                              | 15:54,0   | 1        | 15:22,6                         | 4           |
| 200 метрів на спині        | Ернст Гоппенберг                                                         | 2:54,4 OR | 1        | 2:47,0 OR                       | 1           |
| 200 метрів команди         | Герберт фон Петерсдорф Юліус Фрей Макс Гайнле Ернст Гоппенберг Макс Шене |           |          | 2:35,4 2:36,0 2:42,0 2:55,0 DNS | 1 2 4 6 DNS |
| 200 метрів команди         | Герберт фон Петерсдорф Юліус Фрей Макс Гайнле Ернст Гоппенберг Макс Шене | 33 бали   | 1        |                                 |             |
| Підводне плавання          | Ганс Аніоль                                                              |           |          | 30,0 с 36,95 м 103,9 балів      | 6           |

#### Водне поло
Німеччина брала участь у першому турнірі чоловічого водного поло. Німецька команда програла у своєму першому матчі і посіла 5-е місце, розділивши його з іншими двома командами, які програли у чвертьфіналі.
| 11 серпня 1900 | Франція | 3 – 2 | Німеччина |  |

### Кінний спорт
| Змагання         | Спортсмен  | Кінь | Результат | Місце |
| ---------------- | ---------- | ---- | --------- | ----- |
| Почтові перегони | Макс Ґійом | —    | невідомо  | 5-31  |

### Легка атлетика
| Змагання                      | Спортсмени          | Попередній раунд | Попередній раунд | Півфінал   | Півфінал   | Фінал      | Фінал      |
| Змагання                      | Спортсмени          | Результат        | Місце            | Результат  | Місце      | Результат  | Місце      |
| ----------------------------- | ------------------- | ---------------- | ---------------- | ---------- | ---------- | ---------- | ---------- |
| 100 метрів                    | Курт Доеррі         | 11,5             | 2                | DNF        | DNF        | не пройшов | не пройшов |
| 100 метрів                    | Юліус Кайль         | невідомо         | 4                | не пройшов | не пройшов | не пройшов | не пройшов |
| 200 метрів                    | Альберт Веркамюллер | невідомо         | 4                | —          | —          | не пройшов | не пройшов |
| Біг з бар’єрами на 200 метрів | Густав Рау          | невідомо         | 5                | —          | —          | не пройшов | не пройшов |
| 2500 метрів з перешкодами     | Франц Дунє          | —                | —                | —          | —          | невідомо   | 6          |
| 4000 метрів з перешкодами     | Франц Дунє          | —                | —                | —          | —          | невідомо   | 6          |

| Змагання                  | Спортсмен         | Кваліфікаційний раунд | Кваліфікаційний раунд | Фінал      | Фінал      |
| Змагання                  | Спортсмен         | Результат             | Місце                 | Результат  | Місце      |
| ------------------------- | ----------------- | --------------------- | --------------------- | ---------- | ---------- |
| Стрибки у довжину         | Вальдемар Штеффен | —                     | —                     | 1,70       | 4          |
| Потрійний стрибок         | Вальдемар Штеффен | 6,30                  | 8                     | не пройшов | не пройшов |
| Стрибки у висоту          | Вальдемар Штеффен | —                     | —                     | невідомо   | невідомо   |
| Потрійний стрибок з місця | Вальдемар Штеффен | —                     | —                     | невідомо   | 5-10       |

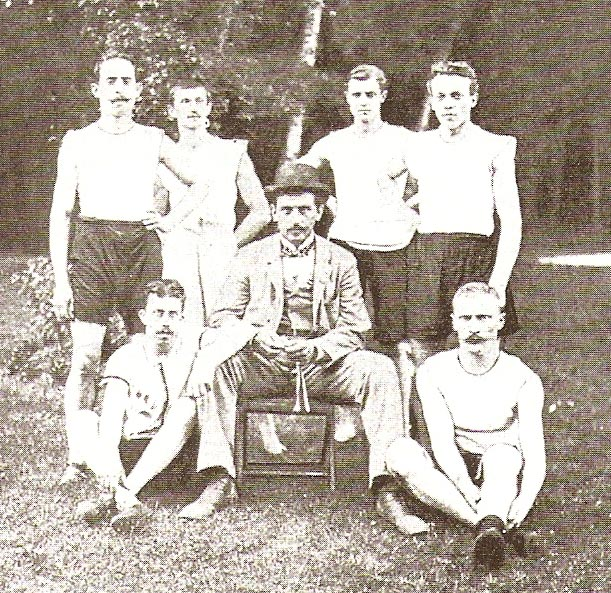
Збірна Німеччини з легкої атлетики на Олімпійських іграх у Парижі

### Регбі
Німеччина була однією з трьох команд, які взяли участь у перших олімпійських змаганнях з регбі. Німецька команда програла свій єдиний матч проти Франції. Гру з Великою Британією було скасовано через плани подорожей, у результаті чого обидві збірні отримали срібні медалі.
| 14 жовтня 1900 |

| Union des Sociétés Françaises | 27–17 | FC 1880 Frankfurt |
| ----------------------------- | ----- | ----------------- |
|                               |       |                   |

| Велодром де Венсенн, Париж Глядачів: 3 500 |

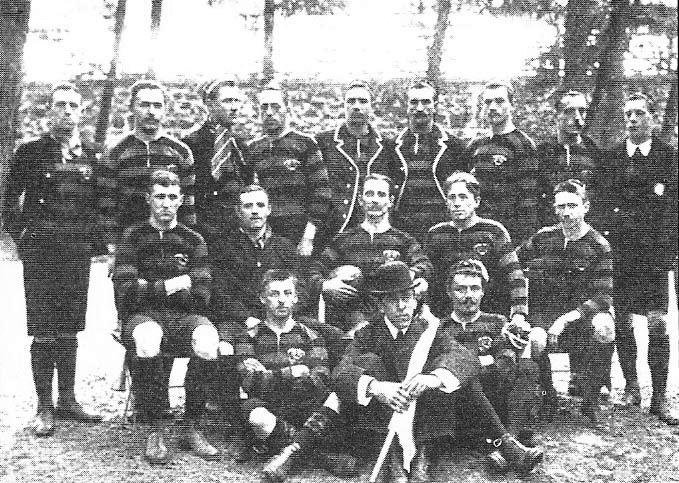
Збірна Німеччини з регбі
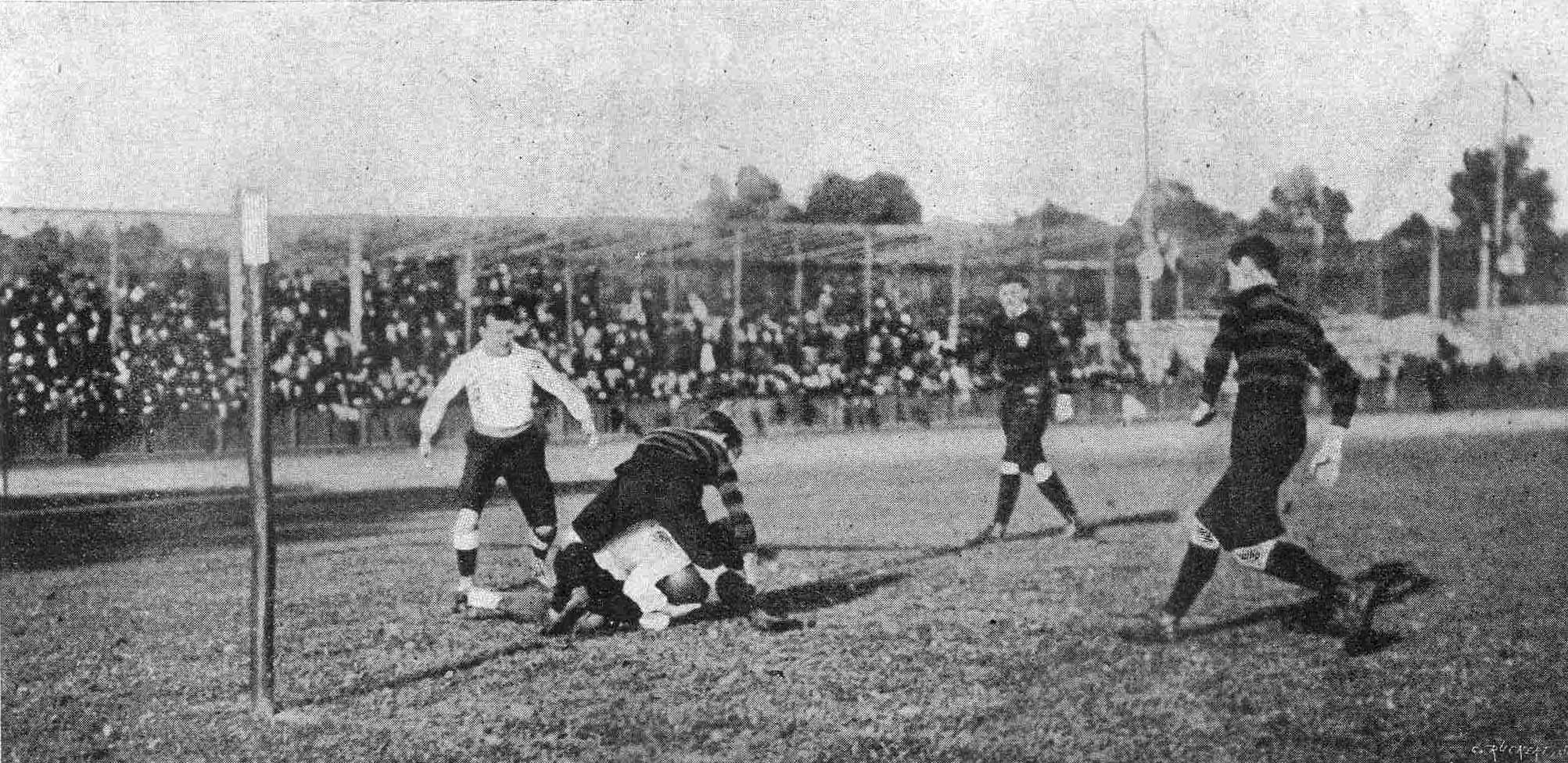
Матч між Німеччиною та Францією
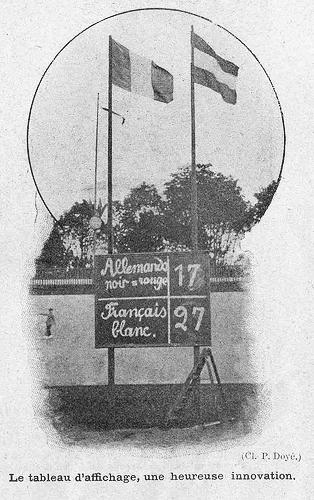
Підсумкове табло після матчу Німеччина — Франція

### Спортивна гімнастика
| Змагання               | Спортсмени          | Фінал     | Фінал |
| Змагання               | Спортсмени          | Результат | Місце |
| ---------------------- | ------------------- | --------- | ----- |
| Індивідуальна першість | Хуго Пайш           | 252       | 29    |
| Індивідуальна першість | Ойген Фюрстенберґер | 240       | 53    |
| Індивідуальна першість | Ріхард Гензеровські | 338       | 54    |
| Індивідуальна першість | Еміль Ретонґ        | 234       | 59    |
| Індивідуальна першість | Карл Віґанд         | 224       | 71    |
| Індивідуальна першість | Фріц Мантойфель     | 223       | 72    |
| Індивідуальна першість | Франц Аббе          | 219       | 77    |
| Індивідуальна першість | Фріц Даннер         | 216       | 79    |
| Індивідуальна першість | Ервін Віллі Курц    | 216       | 79    |
| Індивідуальна першість | Фріц Зауаер         | 214       | 84    |
| Індивідуальна першість | Густав Флатов       | 204       | 102   |
| Індивідуальна першість | Юліус Нунінгер      | 199       | 107   |
| Індивідуальна першість | Адольф Таннерт      | 180       | 118   |
| Індивідуальна першість | Оскар Нойман        | DNF       | DNF   |

### Фехтування
| Змагання | Спортсмени   | Перший раунд | Перший раунд | Чвертьфінал | Втішний раунд | Втішний раунд | Півфінал   | Півфінал   | Фінал      | Фінал      |
| Змагання | Спортсмени   | Результат    | Місце        | Результат   | Результат     | Місце         | Результат  | Місце      | Результат  | Місце      |
| -------- | ------------ | ------------ | ------------ | ----------- | ------------- | ------------- | ---------- | ---------- | ---------- | ---------- |
| Шабля    | Альфонс Шене | невідомо     | 5-6          | —           | —             | —             | не пройшов | не пройшов | не пройшов | не пройшов |